# Montauroux
Montauroux is een gemeente in het Franse departement Var (regio Provence-Alpes-Côte d'Azur) en telt 4526 inwoners (2004). De plaats maakt deel uit van het arrondissement Draguignan.

## Geografie
De oppervlakte van Montauroux bedraagt 33,4 km², de bevolkingsdichtheid is 135,5 inwoners per km². Montauroux bevindt zich op een hoogte van 150 tot 400 meter met in het zuiden zicht op het Esterelmassief en het Massif des Maures. Het meer van Saint-Cassien, de vallei van de hoge Siagne en de bossen vormen een unieke natuurlijke omgeving.
De onderstaande kaart toont de ligging van Montauroux met de belangrijkste infrastructuur en aangrenzende gemeenten.

## Demografie
Onderstaande figuur toont het verloop van het inwonertal (bron: INSEE-tellingen).